# Cyligramma magus
Cyligramma magus là một loài bướm đêm thuộc họ Noctuidae. Nó được tìm thấy ở Angola, Rwanda và Nam Phi.

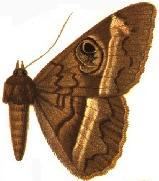
Cyligramma magus male